# Kit în Alaska
Kit în Alaska (titlul original: în germană Kit & Co) este un film de comedie est-german, realizat în 1974 de regizorul Konrad Petzold, după colecția de povestiri scurte „Smoke Bellew” (1912) a scriitorului Jack London, protagoniști fiind actorii Dean Reed, Rolf Hoppe, Renate Blume și Manfred Krug.

## Conținut
Sfârșitul secolului XIX. Atras de aventuri și descoperiri senzaționale obținute de căutătorii de aur, jurnalistul Kit Bellew pleacă din San Francisco la Klondike în Alaska. După ce tocmai a sosit cu vaporul, frumoasa căutătoare de aur plină de succes Joy îi zâmbește văzând că este un ageamiu și spunându-i „chechaquo” (Greenhorn/novice). Kit a sosit în orașul Dawson City împreună cu noul său prieten Shorty, după un drum lung și anevoios plin de obstacole, parcurs pe jos peste Pasul Chilkoot, unde din nou o întâlnește pe Joy. Fascinat, se luptă pentru ea, câștigă o sumă mare de bani la ruletă. Dintr-o neînțelegere, fără să fie vinovat, este acuzat de moartea unui om dar este salvat de la ștreang de „Wild Water” Bill. În timp ce caută aur cu Shorty cu care a făcut echipă numită „Kit & co”, sunt înșelați de Joy și de tatăl ei care i-au trimis pe un drum fals, dar în cele din urmă cei doi prieteni totuși găsesc legendarul „Râu cu Aur”. Cu toate acestea, nu pot scote aurul, fără resurse financiare suficiente. În acest scop, pentru a face rost de bani, Kit ia parte la o cursă de sănii trase de câini. Shorty face rost de cei mai buni câini, Joy având remușcări ajută și ea echipa, iar Kit ajunge la țintă cot la cot cu „Wild Water” Bill, împărțind amîndoi premiul.

## Distribuție
- Dean Reed – „Kit” Christopher Bellew
- Rolf Hoppe – Shorty
- Renate Blume – Joy Gastell
- Siegfried Kilian – Louis Gastell
- Manfred Krug – „Wild Water” Bill Murchinson
- Monika Woytowicz – Lucille Arral
- Armin Mueller-Stahl – Slavovitz
- Hans Lucke – colonelul Bowie
- Christoph Beyertt – primarul
- Hannjo Hasse – căpitanul Consadine
- Gerry Wolff – Shunk Wilson
- Willi Schrade – Uriașul
- Edgar Külow – O’Hara
- Fred Ludwig – un spălător de aur
- Ralph J. Boettner – Big Burke
- Bodo Schmidt – Croupier
- Klaus Tilsner – Harvey Moran
- Fritz Mohr – Gautereaux
- Lothar Schellhorn – naratorul (voce)